# Гнатюк Іван Федорович
Іва́н Фе́дорович Гнатю́к (27 липня 1929, с. Дзвиняча, нині  Тернопільського району Тернопільської області — 5 травня 2005, м. Борислав) — український поет, прозаїк, перекладач. Член Національної спілки письменників України (1967). Національна премія України ім. Тараса Шевченка (2000).

## Життєпис

### Дитинство
Народився 27 липня 1929 р. в с. Дзвиняча Кременецького повіту Волинського воєводства (нині  Тернопільського району Тернопільської області) у бідняцькій селянській сім'ї. Батько клав печі по довколишніх селах, а мати була ткалею — ткала на замовлення полотно та рядна.
Восени 1944 р. батько майбутнього письменника був мобілізований до Радянського війська і в останній день Берлінської битви загинув, залишивши дружину з чотирма неповнолітніми дітьми.

### Репресії
Ставши напівсиротою, Іван Гнатюк по закінченні сільської школи вступив до Кременецького педагогічного училища, але на початку другого курсу навчання був раптово заарештований. По дорозі до в'язниці він утік і невдовзі подав документи в Бродівське педучилище, що на Львівщині. Проте 27 грудня 1948 p. його знову було заарештовано і після чотиримісячного слідства засуджено за зв'язок з Організацією Українських Націоналістів на 25 років неволі з відбуванням покарання в спецтаборах так званого Берлагу на Колимі.
Спершу відбував покарання у концтаборі Аркагала, в якому десять років перед тим загинув відомий український поет Михайло Драй-Хмара. Маючи непокірну вдачу, Іван Гнатюк не міг довго протриматися на одному місці: табірна адміністрація намагалася чимскоріш позбутися такого в'язня. За сім років, прожитих на Колимі, йому довелося побувати у багатьох концтаборах: в Аляскітово, Дебіні, де містилася центральна колимська лікарня для зеків, на Холодному, Дніпропетровському, імені Бєлова та імені Матросова, з якого 6 лютого 1956 р. він був звільнений «на основании определения Магаданского облсуда от 10 ноября 1955г. как страдающий тяжелым недугом».
Політичних в'язнів, звільнених із-за ґрат за станом здоров'я, випускали на волю лише за умови, що хтось із рідних через союзне Міністерство внутрішніх справ давав письмову згоду взяти приреченого на своє утримання як інваліда і доглядати до самої смерті. Таку довідку-згоду дала Іванові Гнатюку його майбутня дружина, з якою він після її звільнення з концтабору випадково познайомився у 1954 році. Одначе, коли І. Гнатюк приїхав до Борислава, де вона мешкала, органи Держбезпеки буквально вигнали його за межі Західної України, мотивуючи своє рішення тим, що в сусідній Угорщині неспокійно (це ж був 1956 рік!)
Два роки поневіряння в несприятливих для хворих на сухоти південних степах, куди І. Гнатюк переїхав до своєї матері, злидні та моральне пригнічення не могли не позначитися на його здоров'ї. Побачивши очевидну приреченість вчорашнього політв'язня, підтверджену головним лікарем Миколаївської обласної тублікарні, органи Держбезпеки дозволили йому повернутися з дружиною та двома немовлятами до Борислава. Та Іван Гнатюк вмирати не квапився. Навпаки: важко хворий, він, як і в сталінських концтаборах на Колимі, де потай писав «захалявні» вірші, знову береться за перо. І творчість додає йому сил боротися із важкою недугою. Тим паче, коли його вірші стали з'являтися на шпальтах газет та журналів.
Проте друга книжка «Калина» (1966) принесла авторові більше лиха, ніж радощів. На одному із засідань ЦК комсомолу України вона була визнана націоналістичною, і це, безумовно, позначилося на подальшій долі її автора. Коли ж І. Гнатюка того року було прийнято до Спілки письменників, тодішній секретар Львівського обкому партії Маланчук на зібранні письменників-комуністів заявив, що не простить їм того, що вони «контрабандою прийняли націоналіста до Спілки». Звичайно, Гнатюк одразу потрапив у неласку власть імущих чиновників від літератури, і лише завдяки своїй наполегливості заявляв про себе то публікацією віршів у періодиці, то невеличкою книжечкою — як правило, немилосердно кастрованою цензорами різних мастей. За два з половиною десятки років він видав (разом із трьома перевиданнями) п'ятнадцять збірок поезій, які були замовчані критикою.
Публікував вірші у місцевій газеті «Нафтовик Борислава».

### Останні роки життя
В останні роки українські художньо-літературні журнали та письменницька газета стали щедро друкувати вірші Івана Гнатюка, писані в колимських концтаборах. 1990 р. вони видані окремою книжкою — «Нове літочислення».

## Творчість
Від 1965 опублікував 16 збірок поезій та 4 — прози, серед них:
- «Паговіння» (1965),
- «Калина» (1966),
- «Повнява» (1968),
- «Жага» (1970),
- «Барельєфи пам'яті» (1977),
- «Турбота» (1983),
- «Благословенний світ» (1987),
- «Нове літочислення» (1990),
- «Хресна дорога» (1992),
- «Правда-мста» (1994).
- «Благословляла мати на дорогу» (1994),
- «Вибрані вірші та поеми» (1995),
- «Стежки-дороги. Спомини» (1998),
- «Меч Архистратига» (2000),
- «Бездоріжжя» (2002),
- «На тризні літа» (2003),
- «Свіжими слідами» (2004),
- «Хресна дорога» (2004),
- «Сповідь» (2009),
- «Стежки-дороги» (2009)

Перекладач творів білоруських, польських, сербських та інших зарубіжних поетів. Окремі вірші Гнатюка перекладені іноземними мовами.

### Публікації творів
- Гнатюк І. Туча за Україною // Київ. — 1998. — № 9-10. — С. 18-23.

## Премії і нагороди
Від 5 травня 2000 р. Іван Гнатюк — лауреат Національної премії ім. Тараса Шевченка.
- 1996 року рішенням Бориславської міської ради надано звання «Почесний громадянин Борислава»[4].